# Вена 1895
Вена 1895 — 4-й международный шахматный турнир.
В двухкруговом турнире принимали участие 9 шахматистов.
В турнире был впервые применен дебют Сокольского.

## Участники[2]
- Шлехтер, Карл,
- Шварц, Жак,
- Мейтнер, Филипп,
- Марко, Георг,
- Энглиш, Бертольд,
- Вейс, Макс,
- Цинкль, Адольф Юлиус,
- Джадд, Макс,
- Гольцварт Иосиф

## Победители
1. Георг Марко — 11 очков;
2. Макс Вейс — 10½;
3. Карл Шлехтер — 10 (первый успех Шлехтера в международных соревнованиях).